# Wu Den-yih
Wu Den-yih (chino tradicional:吳敦義, Wade-Giles: Wu Ten-i, pinyin: Wú Dunyi, nacido el 30 de enero de 1948) es un político taiwanés, miembro del Kuomintang. Se ha desempeñado como secretario general del Kuomintang de 2007 a 2009, primer ministro de 2009 a 2012 y vicepresidente de la República de China de 2012 a 2016. Wu fue compañero de fórmula del presidente Ma Ying-jeou en las elecciones presidenciales de 2012, resultando electo como vicepresidente con el 51,60 % de los votos. Entre mayo de 2017 y enero de 2020 fungió como líder del Kuomintang, cargo que previamente había ocupado de manera interina entre 2014 y 2015. 

## Biografía
Wu nació en Tsaotun, condado Nantou, Taiwán, República de China. Obtuvo una licenciatura en historia en la Universidad Nacional de Taiwán en 1970.
Wu está casado con su esposa, Ling Tsai-Yi y tienen tres hijos y una hija.
Wu Den-yih fue designado alcalde de Kaohsiung, entre 1990 y 1994, y se desempeñó como alcalde de nuevo desde 1994 a 1998 por elección. Fue derrotado por Frank Hsieh en las elecciones municipales de 1998. Wu fue secretario general del Kuomintang del 2007 al 2009.
Wu fue designado para suceder a Liu Chao-shiuan como Premier de la República de China el 8 de septiembre de 2009 por el presidente Ma Ying-jeou. Liu y su Gabinete dimitieron masivamente el 10 de septiembre, sucediendo a Wu para el puesto ese mismo día.
El 19 de junio de 2011, Ma Ying-jeou anunció que Wu sería su candidato a la vicepresidencia en las elecciones presidenciales de 2012, resultó elegido vicepresidente con el 51% de los votos.
Anunció su dimisión el 31 de enero, dimitiendo de hecho el 6 de febrero junto con su gabinete. Juró en mayo de 2012 como Vicepresidente de la República de China